# Doberschau-Gaußig
Doberschau-Gaußig (górnołuż. Dobruša-Huska) – miejscowość i gmina w Niemczech, w kraju związkowym Saksonia, w okręgu administracyjnym Drezno, w powiecie Budziszyn.